# Horatio Alger
Horatio Alger, Jr. (ur. 13 stycznia 1832 w Chelsea, obecnie Revere w stanie Massachusetts, zm. 18 lipca 1899 w Natick) – amerykański pisarz.

## Życiorys
Urodził się jako syn Horatio Algera, unitarianina i rolnika oraz Olive Augusta Fenno. Po ukończeniu z wyróżnieniem Phi Beta Kappa w Harvard College w 1852 r., Alger pracował przez kilka lat jako nauczyciel i dziennikarz, pisując czasem pod pseudonimem, do takich tygodników literackich Nowej Anglii jak True Flag, Olive Branch, American Union czy Yankee Blade.
Istnieją współczesne spekulacje, ale o wątłej podstawie, bo oparte tylko na krytyce literackiej jego prac, że mógł być osobą homoseksualną. Potem przeniósł się do Nowego Jorku. Nigdy nie stał się bogaty, z powodu swojej charytatywnej postawy. Nazwisko Algera do dziś jest symbolem dążenia do bogactwa w Ameryce.

## Twórczość
Jego pierwsza książka, Bertha’s Christmas Vision: An Autumn Sheaf, próbka 11 sentymentalnych opowieści i 8 wierszy, została dobrze przyjęta w 1855 r. Unitariański miesięcznik Monthly Religious Magazine pochwalił „zbiór opowiadań i wersetów, napisanych w niezwykle czystym duchu i pełnym wdzięku stylu” przez „wielce obiecującego literackiego dżentelmena”. Następna książka Algera, Nothing to Do: A Tilt at Our Best Society (1857), była satyrycznym poematem składającym się z prawie 300 wersów, szeroko naśladującym Nothing to Wear Williama Allena Butlera.
Był autorem około 135 krótkich powieści, z których wiele ukazuje drogę "od pucybuta do milionera" ubogich chłopców, spełniających swoje "amerykańskie marzenie" dzięki ciężkiej pracy, odwadze, determinacji i trosce o innych. Nie stają się może milionerami, a raczej szanowanymi członkami społeczeństwa. Książki te były bestsellerami rywalizującymi popularnością z utworami Marka Twaina. Najbardziej znane: Ragged Dick (1867), Luck and Pluck (1869), Tattered Tom (1871).